# Pneumopathies interstitielles diffuses
 Mise en garde médicale
Les pneumopathies interstitielles diffuses (PID) désignent un groupe hétérogène d'affections du tissu pulmonaire pouvant évoluer vers une insuffisance respiratoire ou une fibrose pulmonaire, par atteinte de la structure alvéolaire.
Elles peuvent être d'installation aiguë ou au contraire d'installation insidieuse, lente et progressive. La principale complication est la fibrose pulmonaire qui est définitive. Suivant son importance il s'ensuivra une insuffisance respiratoire plus ou moins sévère.

## Causes
Les causes sont nombreuses :
- infections (tuberculose, virus, parasites, champignons) ;
- néoplasies ;
- pneumoconioses, qui sont des pneumopathies d'inhalation comme l'asbestose, la silicose, ou la bérylliose ;
- pneumonies d'hypersensibilité comme la maladie du poumon de fermier, des oiseleurs, l'inhalation de fumées, de gaz, par fausse route (paraffine par exemple) ;
- sarcoïdose ;
- maladies systémiques : granulomatose éosinophilique avec polyangéite, lupus érythémateux disséminé, sclérodermie systémique, syndrome d'Ehlers-Danlos (de types IV, VI ou VII), etc. ;
- radiations ionisantes ;
- les médicaments ; les plus connus sont : l'amiodarone, le méthotrexate et autres cytotoxiques, certains antiandrogènes, la nitrofurantoïne ;
- pneumocystose à pneumocystis jiroveci ;
- souvent les pneumopathies interstitielles sont de cause inconnue, la forme la plus fréquente en étant la fibrose pulmonaire idiopathique.

### Formes idiopathiques
La pneumonie interstitielle idiopathique est le terme donné aux pneumopathies interstitielles de cause inconnue. Elles représentent la majorité des cas de maladies pulmonaires interstitielles (jusqu'à deux tiers des cas). Ils ont été sous-classés par l'American Thoracic Society en 2002 en 7 sous-groupes :
- fibrose pulmonaire idiopathique (IPF) : le sous-groupe le plus fréquent ;
- pneumonie interstitielle desquamative (DIP) ;
- pneumonie interstitielle aigüe (AIP), également connue sous le nom de syndrome de Hamman-Rich ;
- pneumonie interstitielle non spécifique (NSIP) ;
- maladie pulmonaire interstitielle associée à la bronchiolite respiratoire (RB-ILD) ;
- pneumonie organisatrice cryptogénique (COP), également connue sous le nom de pneumonie organisatrice de bronchiolite oblitérante (BOOP) ;
- pneumonie interstitielle lymphoïde (LIP).

### Formes secondaires
Les pneumopathies interstitielles secondaires sont les maladies dont l'étiologie est connue. Il s'agit notamment de :
- Tissu conjonctif et maladies auto-immunes
  - Sarcoïdose
  - Polyarthrite rhumatoïde
  - Lupus érythémateux disséminé
  - Sclérose systémique
  - Polymyosite
  - Dermatomyosite
  - Syndrome d'antisynthétase
- Substances inhalées :
  - non organiques :
    - Silicose
    - Asbestose
    - Bérylliose
    - Produits chimiques d'impression industrielle (par exemple noir de carbone, brouillard d'encre)

  - organiques :
    - Pneumopathie d'hypersensibilité (alvéolite allergique extrinsèque)
- Effets iatrogènes de médicaments :
  - Antibiotiques
  - Médicaments chimiothérapeutiques
  - Agents anti-arythmiques
- Infection
  - Maladie à coronavirus 2019 (covid)[2]
  - Pneumonie atypique
  - Pneumocystose
  - Tuberculose
  - Chlamydia trachomatis
  - Virus respiratoire syncytial
- Néoplasies
  - Carcinomatose lymphangitique
- Troubles infantiles
  - Troubles du développement diffus
  - Anomalies de croissance alvéolarisation déficiente
  - Conditions infantiles de cause indéfinie
  - Pneumopathies interstitielles liées à la région du surfactant alvéolaire